# Línea RL4
La línea RL4 es un servicio de ferrocarril, entre Lérida-Pirineos y Tarrasa Estación del Norte por la vía de Manresa , de Rodalies de Catalunya, de la Generalidad de Cataluña y operada por Renfe Operadora, que circula a través de líneas de ferrocarril de vía de ancho ibérico de Adif. La línea comparte parte del recorrido de Lérida hasta Cervera con la Línea RL3. 
La línea se puso en funcionamiento el día 15 de diciembre de 2024 y después de años de reivindicación desde el territorio para crear una línea de cercanías en esta línea ferroviaria. 

## Estaciones
| Estación                     | Municipio                | Correspondencias | Servicios                                         |
| ---------------------------- | ------------------------ | ---------------- | ------------------------------------------------- |
| Tarrasa Estación del Norte   | Tarrasa                  |                  | Ascensor · Bus urbano                             |
| San Vicente de Castellet     | San Vicente de Castellet |                  |                                                   |
| Manresa                      | Manresa                  |                  | Párking público · Bus urbano                      |
| Rajadell                     | Rajadell                 |                  | Párking público                                   |
| Aguilar de Segarra           | Aguilar de Segarra       |                  |                                                   |
| Seguers-San Pedro Salavinera | San Pedro Salavinera     |                  |                                                   |
| Calaf                        | Calaf                    |                  | Párking público                                   |
| San Martín Sasgayolas        | San Martín Sasgayolas    |                  | Párking público                                   |
| San Guim de Freixanet        | San Guim de Freixanet    |                  | Párking público                                   |
| Cervera                      | Cervera                  |                  | Párking público · Ascensor · Autobús              |
| Tárrega                      | Tàrrega                  |                  | Párking público · Bus urbano                      |
| Anglesola                    | Anglesola                |                  | Párking público                                   |
| Bellpuig                     | Bellpuig                 |                  | Párking público                                   |
| Castellnou de Seana          | Castellnou de Seana      |                  | Párking público                                   |
| Golmés                       | Golmés                   |                  | Párking público                                   |
| Mollerusa                    | Mollerusa                |                  | Párking público · Autobús                         |
| Bell-Lloch                   | Belloch de Urgell        |                  | Párking público                                   |
| Lérida-Pirineos              | Lérida                   |                  | Párking público · Ascensor · Autobús · Bus urbano |